# 森本真治
森本 真治（もりもと しんじ、1973年（昭和48年）5月2日 - ）は、日本の政治家。立憲民主党所属の参議院議員（3期）。政治団体「結集ひろしま」幹事長。
参議院経済産業委員長、広島市議会議員（3期）を歴任。

## 来歴
広島県広島市安佐北区可部町生まれ。3人兄弟の次男である。広島市立落合小学校、広島学院中学校・高等学校を経て、1997年同志社大学文学部社会学科社会福祉学専攻卒業。
大学卒業後、松下政経塾に入塾（第18期生）。その後、福祉や地域活性化をテーマにイギリス、デンマーク等で研修を行う。
1999年4月、広島市議会議員選挙に出馬し、3,972票を獲得するも119票差で惜敗した。同年6月よりひかり総合法律事務所で弁護士秘書を務め、2003年4月、再び広島市議選に出馬して初当選した。以後3期連続当選。

### 参議院議員へ
2013年2月、広島市議を3期目の任期途中で辞職。同年7月の第23回参議院議員通常選挙に民主党公認で広島県選挙区から出馬。自由民主党の溝手顕正に次ぐ票を獲得し、生活の党現職の佐藤公治、日本維新の会新人の灰岡香奈等を破り、初当選した。衆議院からの鞍替えで当選した野田国義を除き、民主党の新人候補者で唯一の選挙区当選者である。
2016年9月15日の民進党代表選挙では玉木雄一郎の推薦人に名を連ねた。
2017年10月27日、民進党代表の前原誠司が、同月の衆院選で党を分裂させる形で戦う原因をつくったことについて陳謝し、引責辞任を正式に表明。前原の辞任に伴う代表選挙（10月31日実施）では大塚耕平の推薦人に名を連ねた。
2018年5月7日、民進党と希望の党の合流により結党された国民民主党に参加した。
2019年6月23日、国民民主党、立憲民主党、社会民主党、政治団体「新社会党」の広島県組織の代表は広島市に集合。次期参院選に向けて、任意団体「国民主権を取り戻すために結集する広島政党連絡会」（現・結集ひろしま）を政治団体として設立し、森本を統一候補として推薦することで合意した。
同年7月21日に行われた参院選広島県選挙区で自民党は現職の溝手顕正のほか元県議の河井案里を加え2人を擁立した。もとより溝手を追い落とすことを計画に入れていた自民党本部は河井陣営に1億5千万円もの選挙資金を支給。森本は保守分裂選挙の影響を受け、得票数1位で2期目の当選を果たした。亀井静香は森本の応援に駆け付け、無党派層の44％の支持を得ることになった（なお、亀井は河井も支援していた）。これは有権者が多い広島市内では8区中7区でトップだった。溝手は次点で落選した。
2020年8月24日、旧立憲民主党と旧国民民主党は、2つの無所属グループを加えた形で合流新党を結成することで合意した。同年9月10日に行われた新「立憲民主党」の代表選挙では泉健太の推薦人に名を連ねた。
2021年10月31日の第49回衆議院議員総選挙で立憲民主党は議席を「109」から「96」に減らし、11月2日、枝野幸男代表は引責辞任を表明。枝野の辞任に伴う代表選挙（11月30日実施）では泉健太の推薦人に名を連ねた。
2025年7月20日に行われた第27回参議院議員通常選挙の投開票の結果、参政党の新人に迫られたものの2位で3選。

## 主張
- 憲法改正については言及せず[18]。憲法9条改正については「反対」としている[18]。
- 「アベノミクス」は成果を上げているかどうかについては、「思わない」としている[18]。
- 原子力発電所について、「原発に依存しないエネルギー政策を進めるのは流れ。しかし経済活動を混乱させてはいけない。厳格な基準の中で認められた部分について当面、再稼働するのは致し方ない」との立場であるとしている[3]。
- 選択的夫婦別姓制度導入に賛成。2015年の選択的夫婦別姓を求めた超党派による民法改正案に賛同[19]。
- 2014年4月21日、元行政刷新担当大臣の蓮舫や社会民主党党首の吉田忠智と連名で、第2次安倍内閣が目指す憲法解釈変更による集団的自衛権の行使容認を支持しないようアメリカ大統領のバラク・オバマに求める文書を在日米大使館に提出した。文書に賛同した19人は衆議院議員では民主党の篠原孝、生方幸夫・社民党の吉川元、参議院議員では民主党の蓮舫、小川敏夫、藤田幸久、相原久美子、有田芳生、石橋通宏、小西洋之、難波奨二、野田国義、大島九州男、田城郁、徳永エリ、森本真治・社民党の吉田忠智、福島瑞穂、又市征治だった[20]。

## 人物
- 大学在学中に社会福祉学を専攻し、夜には児童養護施設で指導員ボランティアをしていたことが政治を志す原点となる[1]。
- 茶道裏千家専任講師であり、茶名は「森本 宗真」。
- NPO法人中国フットサルプロモーション（広島F・DO）副理事長を務める。
- 準硬式野球経験者。民進党の議員有志による野球チームにも出場している[21][22]。
- 情報労連の準組織内議員である[23]。
- JAMものづくり国会議員懇談会の幹事である[24]。

## 選挙歴
| 当落 | 選挙                     | 執行日         | 年齢 | 選挙区         | 政党       | 得票数     | 得票率 | 定数 | 得票順位 /候補者数 | 政党内比例順位 /政党当選者数 |
| ---- | ------------------------ | -------------- | ---- | -------------- | ---------- | ---------- | ------ | ---- | ------------------ | ---------------------------- |
| 落   | 1999年広島市議会議員選挙 | 1999年4月11日  | 25   | 安佐北区選挙区 | ーー       | 3972票     | ーー   |      | /                  | /                            |
| 当   | 2003年広島市議会議員選挙 | 2003年4月13日  | 29   | 安佐北区選挙区 | 民主党     | 5118票     | ーー   | 8    | 8/12               | /                            |
| 当   | 2007年広島市議会議員選挙 | 2007年4月8日   | 33   | 安佐北区選挙区 | 民主党     | 7337票     | ーー   | 7    | 3/11               | /                            |
| 当   | 2011年広島市議会議員選挙 | 2011年4月10日  | 37   | 安佐北区選挙区 | 民主党     | 6956票     | ーー   | 7    | 4/10               | /                            |
| 当   | 第23回参議院議員通常選挙 | 2013年07月21日 | 40   | 広島県選挙区   | 民主党     | 19万4358票 | 17.24% | 2    | 2/6                | /                            |
| 当   | 第25回参議院議員通常選挙 | 2019年07月21日 | 46   | 広島県選挙区   | 無所属     | 32万9792票 | 32.31% | 2    | 1/7                | /                            |
| 当   | 第27回参議院議員通常選挙 | 2025年07月20日 | 52   | 広島県選挙区   | 立憲民主党 | 30万3928票 | 25.77% | 2    | 2/10               | /                            |